# Amarte es un placer (canción)
«Amarte es un placer» es una canción interpretada por el artista mexicano Luis Miguel, incluida en  su 13°. álbum de estudio Amarte es un placer (1999). Fue lanzado como el cuarto y último sencillo del álbum el 7 de febrero de 2000 por la compañía discográfica WEA Latina, fue escrito por Juan Carlos Calderón, mientras que la producción estuvo a cargo del propio artista. Líricamente, «Amarte es un placer» trata como un narrador describe los placeres de estar enamorado de su amante.

## Acusaciones de plagio
Luis Miguel y Juan Carlos Calderón han sido acusados de plagio por el compositor mexicano Marcos Lifshitz, quien sostuvo que la melodía de la canción se derivó de su composición «Siento nuestro aliento» y no fue acreditada por ello. Un tribunal falló a favor de Lifshitz y ordenó al artista y a Warner Music pagar el 40 % de las regalías de la canción como compensación.

## Recepción y reconocimientos
La canción recibió reacciones positivas de los críticos de música por su arreglo orquestal y la entrega de Luis Miguel. 
«Amarte es un placer» recibió una nominación a canción pop del año en la 13a. entrega anual de Premio Lo Nuestro en 2001 y Calderón recibió un Premio Latino ASCAP en el mismo año. Alberto Tolot dirigió un vídeo musical de la canción y fue nominado a mejor clip del año en el campo latino en los Billboard Music Video Awards 2000. La canción alcanzó el número 6 en la lista del Billboard Hot Latin Tracks en los Estados Unidos y el número 5 en el Billboard Latin Pop Airplay.

## Listas

### Listas semanales
| Lista (2000)                       | Máxima posición |
| ---------------------------------- | --------------- |
| Estados Unidos (Hot Latin Songs)   | 6               |
| Estados Unidos (Latin Pop Airplay) | 5               |

### Listas anuales
| Lista (2000)                      | Posición |
| --------------------------------- | -------- |
| U.S. Hot Latin Tracks (Billboard) | 24       |